# Reel to Reel (Grand Puba)
Reel to Reel è l'album di debutto del rapper statunitense Grand Puba, pubblicato nel 2000 tramite Elektra Records.

## Tracce
1. Check Tha Resume – 3:51 (M. Dixon) – Grand Puba
2. 360° (What Goes Around) – 4:01 (Dixon, R. Miller) – Grand Puba
3. That's How We Move It – 3:19 (M. Dixon, C. Stanley) – DJ Shabazz
4. Check It Out (feat. Mary J. Blige) – 3:32 (M. Dixon, R. Hammond) – Grand Puba
5. Big Kids Don't Play – 3:47 (M. Dixon) – Grand Puba
6. Honey Don't Front – 4:08 (M. Dixon, J. Dajani, J. Gamble, D. Ross) – Grand Puba, SD50's
7. Lick Shot – 4:35 (Dixon, J. Dajani, J. Gamble, H. Ousley) – Grand Puba, SD50's
8. Ya Know How It Goes – 4:19 (M. Dixon, O. Redding, A. Jones, A. Isbell) – Grand Puba
9. Reel to Reel – 3:57 (M. Dixon, R. Streeter) – Grand Puba
10. Soul Controller – 4:25 (M. Dixon, A. King) – Latief
11. Proper Education – 3:35 (M. Dixon) – Grand Puba
12. Back It Up – 3:51 (M. Dixon, D. Love, J. Forman) – Grand Puba, Kid Capri
13. Baby What's Your Name? – 2:54 (M. Dixon) – Grand Puba

Tracce bonus
1. 360° (What Goes Around) SD50 Remix – 4:00 (M. Dixon, R. Miller)
2. Who Makes the Loot? – 3:23 (M. Dixon, A. Levy, J. Kincaid, S. Bartholomew) – The Brand New Heavies, Orlando Aguillen (co-prod.)